# Stezkiwka (Sumy)
Stezkiwka (ukrainisch Стецьківка; russisch Стецковка Stezkowka) ist ein Dorf in der ukrainischen Oblast Sumy mit etwa 3000 Einwohnern (2022).

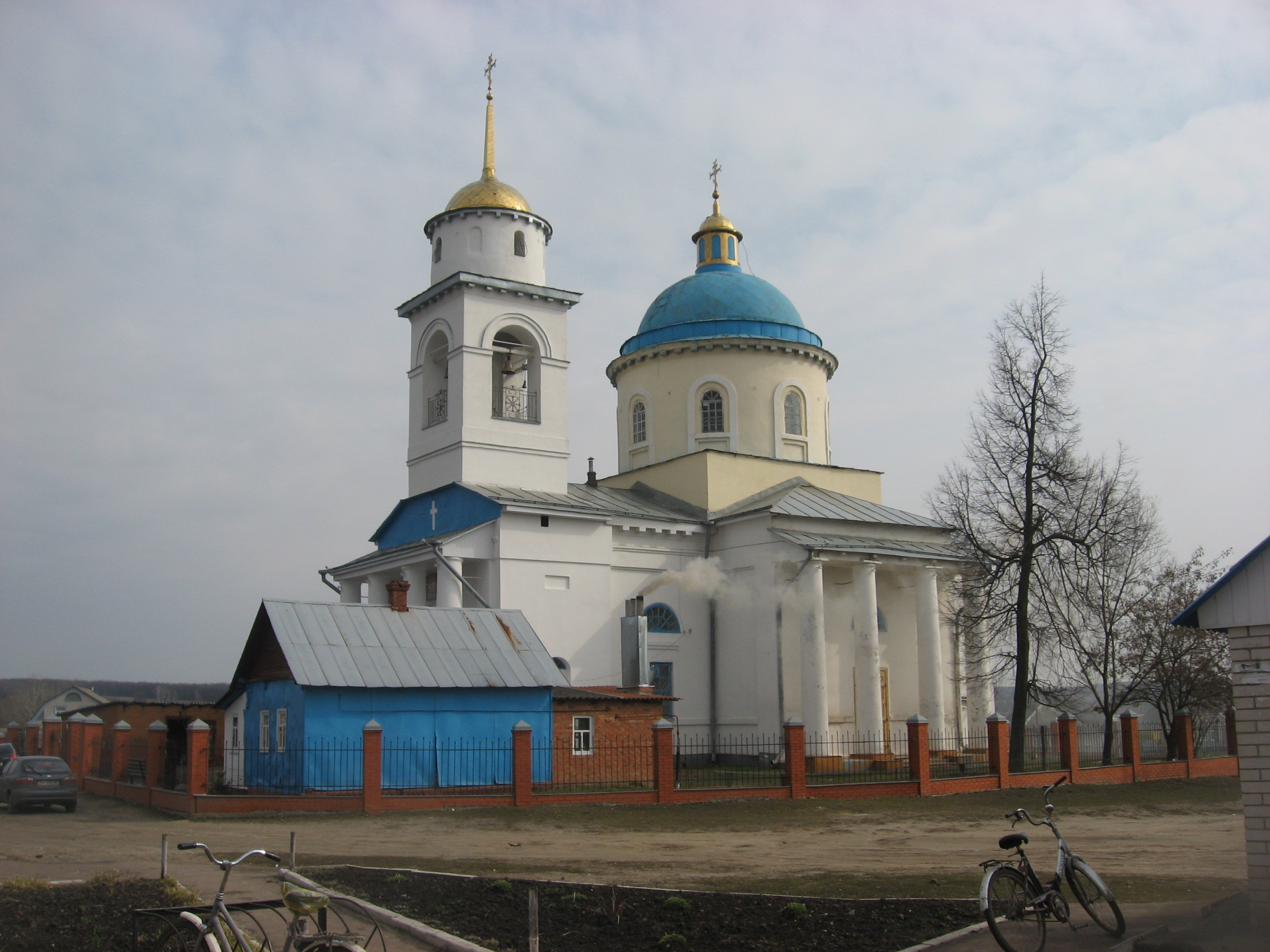
Die 1846 geweihte St.-Demetrius-Kirche in Stezkiwka

Das 1659 von Siedlern aus der rechtsufrigen Ukraine gegründete Dorf liegt 15 km nördlich vom Oblastzentrum Sumy an der Fernstraße N 07 sowie am Ufer der Oleschnja (Олешня), einem 40 km langen, rechten Nebenfluss des Psel.
Am 12. Juni 2020 wurde das Dorf ein Teil der Stadtgemeinde Sumy, bis dahin bildete es zusammen mit den Dörfern Kardaschiwka (Кардашівка), Radkiwka (Радьківка), Rybzi (Рибці) und Schewtschenkowe (Шевченкове) die gleichnamige Landratsgemeinde Stezkiwka (Стецьківська сільська рада/Stezkiwska silska rada) im Norden des Rajons Sumy.

## Persönlichkeiten
- Serhij Rudenko (* 1970), Journalist und Autor